# Thagria sticta
Thagria sticta är en insektsart som beskrevs av Zhang 1994. Thagria sticta ingår i släktet Thagria och familjen dvärgstritar. Inga underarter finns listade i Catalogue of Life.